# Una rosa de Francia
Pour plus de détails, voir Fiche technique et Distribution.
Una rosa de Francia est un film hispano-cubain réalisé par Manuel Gutiérrez Aragón sorti en 2006.
Le titre du film est inspiré de la chanson homonyme de Rodrigo Prats (en).

## Synopsis
Dans la ville de La Havane dans les années 1950, sous la dictature de Batista, avant la révolution cubaine, Andrés, un jeune marin cubain aspire à améliorer sa vie en voyageant avec sa petite amie Marie aux États-Unis. Mais Marie est la protégée d'un passeur impitoyable, Simón, qui va violemment s'opposer à Andrés. Simón se révèle finalement un membre d'un réseau de traite d'êtres humains...

## Fiche technique
Sauf indication contraire, les informations mentionnées dans cette section peuvent être confirmées par la base de données cinématographiques IMDb,  présente dans la section « Liens externes ».
- Titre original : Una rosa de Francia[2]
- Réalisation : Manuel Gutiérrez Aragón
- Scénario : Senel Paz, Manuel Gutiérrez Aragón
- Photographie : Alfredo F. Mayo
- Montage : José Salcedo
- Musique : Xavier Capellas (es)
- Décors : Onelio Larralde
- Costumes : Lena Mossum
- Société de production : Instituto Cubano del Arte e Industrias Cinematográficos (ICAIC), Tornasol Films
- Pays de production :  Cuba -  Espagne
- Langue originale : Espagnol
- Format : Couleur - 2,35:1 - 35 mm
- Durée : 98 minutes (1 h 38[2])
- Genre : Aventure
- Dates de sortie :
  - Espagne : 3 février 2006
  - France : 30 septembre 2006 (Festival du film Cinespaña de Toulouse)

## Distribution
- Jorge Perugorría : Simón
- Álex González : Andrés
- Ana Celia de Armas : Marie
- Broselianda Hernández (es) : Madame
- Roxana Montenegro : Gilda
- Yoraisi Gómez : Odette
- Mariam Curbelo : Gretel
- Surejoys Amador : Elsa María
- Larissa Vega : Aleida
- Olivia Manrufo : Elvira
- Yurelis González : Sobrina 1
- Nayade Rivero : Sobrina 2
- Jorge Losada : Bembe
- Zoyla Niurna : Criada Madame
- Enrique Ricardo Almirante : Novio rico
- Héctor Benito : Juez Alcántara
- Rafael de la Cruz : Pardo
- Carlos Massola : Marinero vigoroso
- Mario Tomás Rodríguez : Barbero 1
- Hilario Peña : Barbero 2
- Otto Ortiz : Cliente barbería
- Gilberto Subiart : Empleado Agencia de viajes
- Alexis : Usurero
- Roberto Viña : Heladero
- Pedro Vera : Jefe de emigrantes